# Биби-Эйбат (Московско-волжское нефтепромышленное и торговое общество)
Биби-Эйбат (Московско-волжское нефтепромышленное и торговое общество) — нефтедобывающая и торговая компания Российской империи начала XX века.

## Общие сведения
Общество создано в 1904 году. Зарегистрировано в Москве  Устав общества высочайше утвержден 5 ноября 1904 года. 
Общество вело добычу нефти на арендуемом за долевое участие и попудную плату участке Бакинского нефтяного района.
Председателем правления общества являлся потомственный почетный гражданин Сергей Иванович Лямин (1855 г.р.), гласный Московской городской думы (1889—1904 и 1905—1908), выходец из знатного дворянского рода.
Лямины были известны как благотворители. На их средства в подмосковной Яхроме был построен один из самых грандиозных соборов европейской России — Храм Живоначальной Троицы, в Дмитрове — Елизаветинская тюремная церковь.
Ценные бумаги общества номиналом 50 и 100 рублей накануне I Мировой войны котировались на Санкт-Петербургской фондовой бирже. 
В 1906 году «Горный журнал» опубликовал отчет «Об изменении устава Московско-Волжского нефтепромышленного и торгового Общества «Биби-Эйбат».